# Delírium
Delírium (del latín delirium) o síndrome confusional agudo (acrónimo SCA) es el término más aceptado por la Clasificación Internacional de Enfermedades (CIE-10) de 1992 para definir los trastornos orgánicos de las funciones mentales superiores que de manera aguda, transitoria y global producen alteración del nivel de conciencia. Esta alteración en el estado mental se caracteriza por ser aguda y reversible. El delírium no debe ser confundido con el delirio pues son entidades diferentes.
Es sinónimo de estado confusional agudo (del CIE-9), al cual sustituye.

## Descripción
El desarrollo de un SCA además de ser el primer signo de compromiso de la función cerebral, también es la forma clínica de presentación de una enfermedad física grave o aparecer como complicación seria de una enfermedad.
El delírium es consecuencia de una alteración cerebral primaria o secundaria a una enfermedad sistémica (enfermedades metabólicas, infecciosas en especial infección de orina), neurológicas, intoxicación o abstinencia de agentes tóxicos o fármacos como el Lormetazepam. Existe una relación temporal próxima entre la enfermedad y el delirium.

## Epidemiología
El delírium es un trastorno habitual. Según el DSM-IV-TR su prevalencia puntual en la población general es del 0,4% en individuos de edad igual o superior a los 18 años, y del 1,1% en individuos mayores de 55 años. Aproximadamente, del 10% al 30% de los pacientes hospitalizados por enfermedades médicas presentan delírium. En torno al 30% de los pacientes en unidades de cuidados intensivos quirúrgicos y cardíacos, y del 40% al 50% de pacientes que se recuperan de cirugía por fractura de cadera, presentan un episodio de delírium. Las tasas más altas de delírium se observan en pacientes sometidos a cardiotomía (más del 90%). Alrededor del 20% de pacientes con quemaduras graves, y del 30% al 40% de pacientes con síndrome de inmunodeficiencia adquirida por VIH, presentan episodios de delírium mientras están hospitalizados. Asimismo, este trastorno se observa en el 80% de los pacientes en estado terminal. Las causas de delirium postoperatorio incluyen el estrés de la cirugía, el dolor postoperatorio, el insomnio, los analgésicos, los desequilibrios hidroelectrolíticos, las infecciones, la fiebre y la pérdida hemática. 

## Factores de riesgo
Son factores de riesgo: mayores de 60 años, hospitalización, comorbilidad orgánica, daño cerebral previo (demencia, ACV, tumores) e historia previa de delírium.

## Incubación
Cursa con un inicio repentino (días u horas); es de curso fluctuante con empeoramiento vespertino; tiene una mejoría rápida cuando se identifica y elimina el factor causal.
Su duración es inferior a 6 meses. Habitualmente dura menos de un mes y puede evolucionar a demencia.

## Medicación
Su tratamiento es con antipsicóticos de elevada potencia siendo el de elección el Haloperidol oral o intramuscular (no IV por riesgo de arritmias), siendo este el más seguro sí existe cardiopatía. En caso de cursar con gran agitación, se procederá a sujeción mecánica para evitar auto y heterolesiones.

## Síntomas
- Alteraciones de la atención – concentración con desorientación.
- Afectación global de las funciones cognitivas.
- Alteración del nivel de conciencia.
- Fenómeno de sundowning: tranquilos durante el día, pero al comenzar la noche se agitan.
- Desorientación viviendo borrosamente la realidad objetiva.
- Intranquilidad.
- Hipersensibilidad a los estímulos visuales y auditivos.
- Inversión del ritmo sueño-vigilia.

## Recomendaciones para reconocer un SCA
- Realizar prueba cognitiva a la primera entrevista.
- Interrogar informantes.
- Revisar ficha de enfermería buscando datos sobre: desorientación, comunicación inadecuada, etc.
- Realizar test de atención: invertir días de la semana, escribir frases.

## Tratamiento
El tratamiento debe dividirse en tres aspectos principales:
- Prevención
- Tratamiento específico
- Tratamiento de soporte.

### Prevención
Para el desarrollo de delirium, se debe minimizar o evitar el uso de drogas anticolinérgicas, sedantes y narcóticos, mantener una buena hidratación y oxigenación y tratar precozmente cualquier complicación médica. Es útil también contar con un manejo de enfermería cuidadoso y continuo, y con un ambiente físico tranquilo y con elementos de orientación (reloj, calendario, etc.). La compañía de familiares es muy importante.

### Tratamiento específico
El tratamiento etiológico es el pilar del manejo del síndrome confusional agudo. Se recomienda tratar enérgicamente la enfermedad de base. Muchas veces el delirium no evoluciona en forma paralela a la patología desencadenante, sino demora más en resolverse.
En lo posible se debe eliminar las drogas que pudieran producir delirio.
Descartar privación de benzodiacepinas o alcohol.

### Tratamiento de apoyo
El tratamiento de apoyo incluye segurar una adecuada alimentación e hidratación y aporte de vitaminas. Se debe optimizar el cuidado intensivo de enfermería. Ayuda mucho para la orientación contar con un ambiente adecuado, lo más tranquilo posible, amigable, sin estímulos excesivos, con música suave e iluminación adecuada. Es bueno que tengan objetos conocidos en su pieza (fotos de familiares, adornos, etc.).
No es favorable juntar en la misma sala a dos enfermos con delirium, pues se van a potenciar uno y otro. Se recomienda también corregir problemas de visión y audición, con lentes y audífonos adecuados.
Se debe preparar el ambiente para el alta, y decidir con cautela si se requerirá institucionalización. Si el enfermo está severamente agitado se puede utilizar medidas farmacológicas como haloperidol en la menor dosis posible.